# Enola Gay

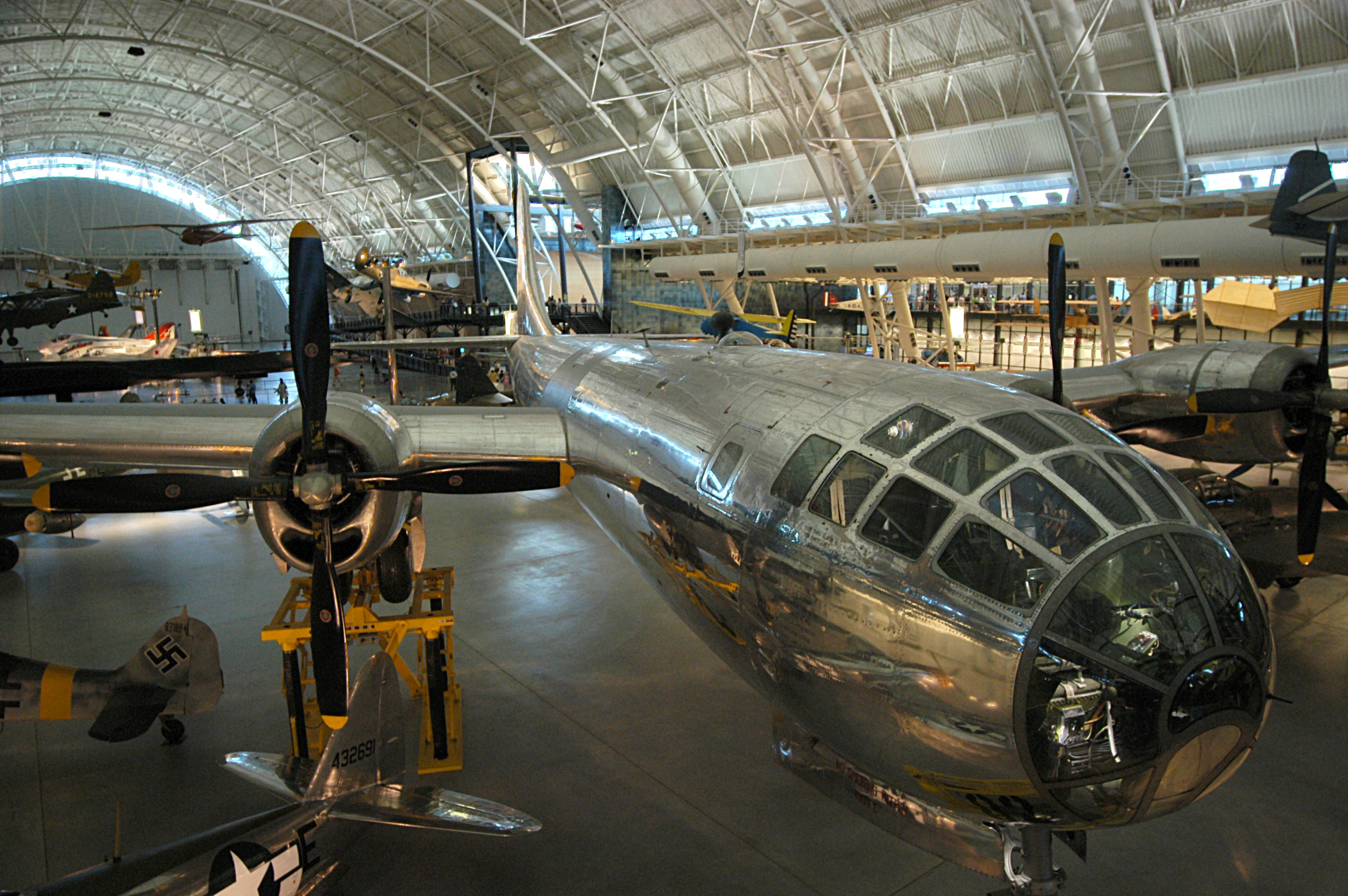
Enola Gay

Enola Gay är ett exemplar av flygplanstypen B-29 Superfortress. Det tillhörde US Army Air Forces (USAAF) och fällde den 6 augusti 1945 den första atombomben som användes i krig - "Little Boy". 
Tidigare var flygplanet utställt vid National Air and Space Museum vid Smithsonian institution i Washington, D.C. men flyttades 2006 till museets nya anläggning Steven F. Udvar-Hazycentret vid Dulles International Airport.

## Historik

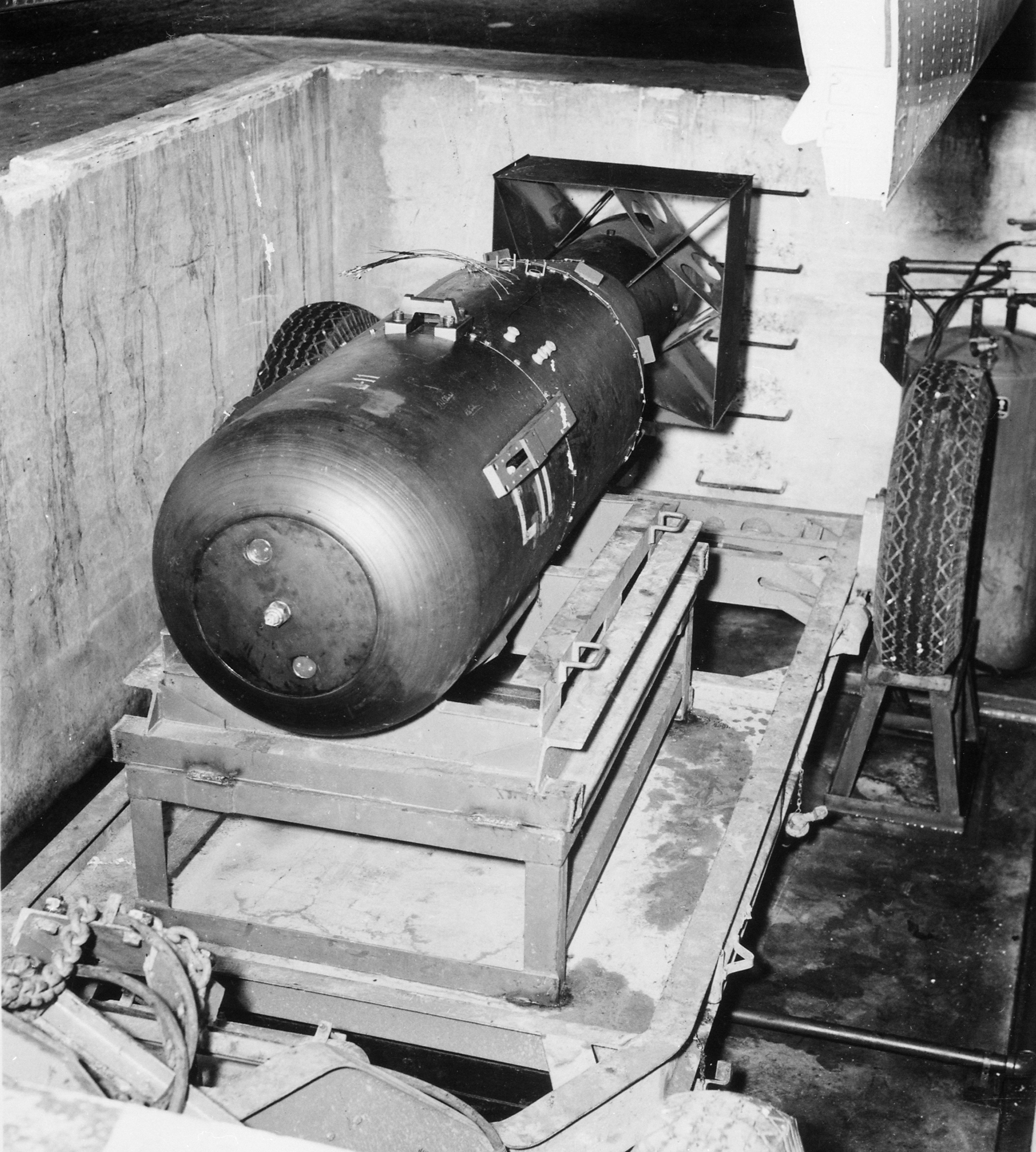
Little Boy

Flygplanet tillverkades av Glenn L. Martin Company vid deras fabrik i Omaha i Nebraska på licens från The Boeing Company.
Enola Gay tillhörde USAAF:s 509th Composite Group och flög sitt uppdrag från den lilla ön Tinian i ögruppen Marianerna. Flygplanet, som har serienumret 44-86292, var en av 65 B-29:or som modifierades för att använda atombomber. Planet modifierades vid Offutt Air Force Base och besättningen övades vid Wendover Army Air Field i Wendover, Utah.
Överste Paul Tibbets, som normalt var chef för 509th Composite Group, valde att flyga uppdraget själv. Alltså valde han ett flygplan från sin grupp och döpte det efter sin mor Enola Gay Tibbets (1893–1983, som i sin tur hade döpts efter en litterär hjältinna). Bomben fälldes över Hiroshima den 6 augusti 1945 och tre dagar senare följdes Enola Gay av B-29:an Bockscar som flögs av major Charles Sweeney. Bockscar fällde den andra atombomben "Fat Man" över Nagasaki. Dessa har hittills varit de enda atombomber som använts avsiktligt mot mänskliga mål.
Enola Gay har restaurerats och är för närvarande utställt vid National Air and Space Museum's Steven F. Udvar-Hazy Center. Utställningen har, liksom den vid Smithsonian Air and Space Museum vid National Mall, inte varit okontroversiell. Flygplanets roll i kriget har lett till många klagomål på utställningen. En del personer, bl.a. många överlevande från Hiroshima, har krävt att de informationstavlor som finns vid planet skall uppdateras så att den förstörelse som åstadkoms tydliggörs på ett bättre sätt. Smithsonianmuseet har hittills inte gått kritikerna till mötes med motiveringen att alla flygplan i museet presenteras med samma tekniska data.
Att det andra flygplanet, Bockscar, i mer än trettio år stått utställt på National Museum of the United States Air Force i Dayton, Ohio, inte har uppmärksammats på samma sätt torde bero på att det saknar det symbolvärde som Enola Gay har.

## Besättning

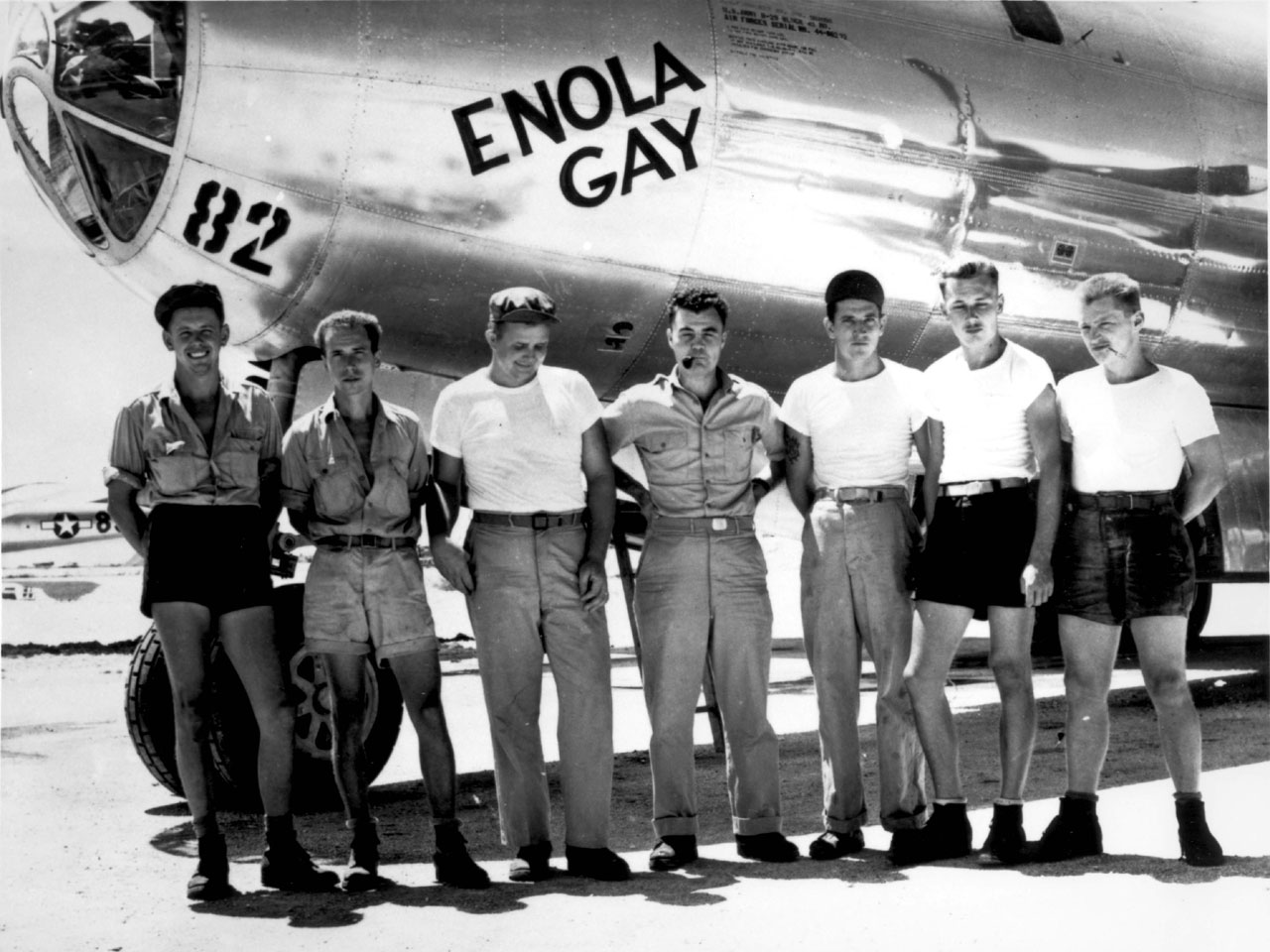
Enola Gay och dess besättning

- Överste Paul Warfield Tibbets Jr., född 23 februari 1915 i Quincy, Illinois, död 1 november 2007 i Columbus, Ohio, var kapten och pilot.

- Kapten Robert A. Lewis, född 18 oktober 1917, död 19 juni 1983, var planets andrepilot. Han var gift med Mary Eileen Lewis och hade en dotter, Susan, och fyra söner, Robert Jr., John, James och Steven.

- Major Thomas Ferebee, född 9 november 1918 i Mocksville, North Carolina, död 16 mars 2000 i Windermere, Florida av cancer i bukspottkörteln. Ferebee var bombfällare på Enola Gay.

- Kapten Theodore Van Kirk, född 1921, död 28 juli 2014, tjänstgjorde som navigatör ombord.

- Löjtnant Jacob Beser, född 15 mars 1921, död 16 juni 1992, var den ende man som flög båda atombombsuppdragen. Beser hade till uppgift att svara för de radarmotmedel som medfördes.

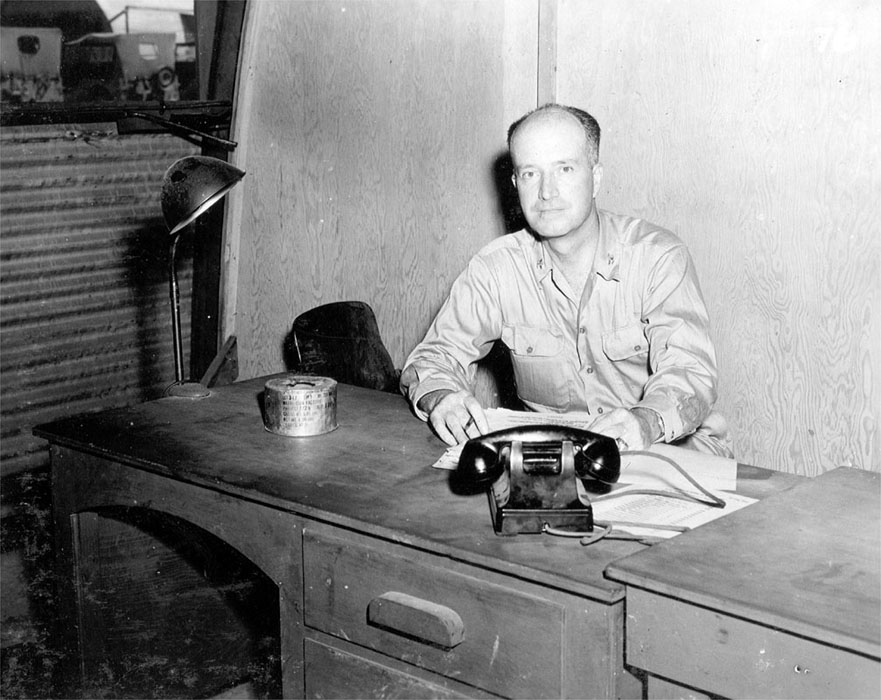
William Sterling Parsons

- Kapten William Sterling Parsons, född 26 november 1901, död 5 december 1953 flög med Enola Gay som förste vapentekniker.

- Fänrik Morris R. Jeppson - född 23 juni 1923 i Carson City, Nevada, död 30 mars 2010 i Las Vegas, Nevada, - var andre vapenteknikern ombord.

- Sergeant Joe S. Stiborik, född 21 december 1914, död 30 juni 1984 var radaroperatör ombord.

- Fanjunkare George Caron, född 31 oktober 1919, död 3 juni 1995, akterskytt.

- Sergeant Robert R. Shumard, född 7 september 1920, död 24 april 1967, tjänstgjorde som uppdragets andre färdmekaniker.

- Furir Richard Nelson, född 26 april 1925, död 1 februari 2003 var Enola Gays radiooperatör.

- Sergeant Wyatt E "Wayne" Duzenbury, född 3 april 1913, död 31 augusti 1992 var Enola Gays förste färdmekaniker.

## Enola Gay i kulturen
- Enola Gay är titeln på en låt av Orchestral Manoeuvres in the Dark på deras album Organisation från 1980, och även titeln till en sång av den amerikanske musikern Utah Phillips, och till en låt av det svenska kängpunkbandet Moderat Likvidation.
- Det svenska punkbandet Usch gav 1981 ut sin tredje och sista singel under bandnamnet Enola Gay.
- Enola Gay behandlades även i sången "Manhattan Project" av Rush på deras album Power Windows från (1985).
- Det svenska powermetalbandet Sabatons låt Nuclear Attack från albumet Attero Dominatus nämns Enola Gay. "Dropped from Enola, a city erased"
- Det brittiska hårdrocksbandet Iron Maiden's låt Tailgunner från albumet No Prayer for the Dying nämns Enola Gay. "The Enola Gay was my last try"